# Micah Lea’alafa
Micah Lea’alafa (født 1. juni 1991) er en fodboldspiller fra Salomonøerne, som spiller for Auckland City i New Zealands bedste række, ISPS Handa Premiership. Han spiller også for Salomonøernes fodboldlandshold og Salomonøernes futsal-landshold.
Micah Lea’alafa har i alt vundet seks trofæer med Auckland City. Sammen med Auckland City har han vundet OFC Champions League to gange, Minor Premiership to gange og ASB Charity Cup to gange.